# Большие надежды (фильм, 1998)
«Большие надежды» (англ. Great Expectations) — американская мелодрама мексиканского режиссёра Альфонсо Куарона. Хотя действие происходит в Америке конца XX века, в фильме обыграны сюжетные перипетии одноименного романа Диккенса, написанного в 1860 году.

## Сюжет
Десятилетним мальчиком Финнеган Белл попадает в дом к старухе Норе Динсмор. Будучи старой девой, брошенной когда-то женихом во время свадебной процессии, та целью своей жизни ставит воспитать свою племянницу так, чтобы отомстить ничтожным, на её взгляд, мужчинам. И правда, маленькая Эстелла столь прекрасна, что Финн в неё влюбляется, попадаясь на крючок коварной женщины.
С тех пор он каждую неделю, на протяжении долгих лет, посещает дом мисс Динсмор, пока наконец однажды Эстелла не соглашается поехать с ним на вечер. Встретившись в назначенное время, девушка просит увезти её, просит показать ей дом, где живёт Финн. Он соглашается. К несчастью, там они пробудут недолго. Как истинная леди, она элегантно попрощается с Финнеганом, а наутро окажется, что она покинула городок, отправившись на долгие годы на учёбу в Европу. Через несколько лет он встречает Эстеллу в Нью-Йорке.

## В ролях
- Итан Хоук — Финнеган «Финн» Белл
- Гвинет Пэлтроу — Эстелла
- Крис Купер — дядя Джо
- Хэнк Азариа — Уолтер Плейн
- Энн Бэнкрофт — мисс Нора Динсмор
- Роберт Де Ниро — Артур Ластиг
- Ракель Боден — юная Эстелла
- Джереми Джеймс Кисснер — юный «Финн»
- Ким Диккенс — Мэгги
- Джош Мостел — Джерри Раньо
- Нелл Кэмпбелл — Эрика Трэлл

## Саундтрек
Специально для этого фильма Tori Amos написала песню «Siren». Кроме того в саундтреке присутствует музыка таких популярных музыкантов, как Pulp, Scott Weiland, Iggy Pop, Chris Cornell, The Verve Pipe и Duncan Sheik. Музыкальное сопровождение к фильму было написано шотландским композитором Патриком Дойлом, ветераном множества литературных адаптаций, тесно работающим с Кеннетом Браной.

## Художественные произведения в фильме
Все произведения искусства Финна и портреты главных героев в фильме были сделаны Франческо Клементе, итальянским живописцем. Актёры позировали ему наедине ещё до начала съёмок.

## Релиз
- Начало проката фильма в США: 30 января 1998 года.
- Начало проката фильма в России: 8 июля 1998 года.